# Alfarela de Jales
Alfarela de Jales é uma povoação portuguesa sede da Freguesia de Alfarela de Jales do Município de Vila Pouca de Aguiar, freguesia com 13,57 km² de área e 357 habitantes (censo de 2021), tendo, por isso, uma densidade populacional de 26,3 hab./km².
A freguesia está situada na Serra da Falperra, 12 km a sudeste da sede municipal. Inclui no seu território os seguintes lugares: Alfarela de Jales, Cidadelha de Jales, Moreira e Reboredo.

## História
Foi vila e sede de concelho com foral de 1220. Para além da vila, o concelho era constituído pelas freguesias de Carva, Vilares, Tresminas e Vreia de Jales. Tinha 147 km² e 3079 habitantes em 1801 e 4248 em 1849. Em 1853 o concelho foi extinto e dividido entre os de Vila Pouca de Aguiar e Murça.
Jales e Alfarela foi um senhorio da Casa da Trofa.

## Demografia
A população registada nos censos foi:
| Distribuição da População por Grupos Etários | Distribuição da População por Grupos Etários | Distribuição da População por Grupos Etários | Distribuição da População por Grupos Etários | Distribuição da População por Grupos Etários |
| -------------------------------------------- | -------------------------------------------- | -------------------------------------------- | -------------------------------------------- | -------------------------------------------- |
| Ano                                          | 0-14 Anos                                    | 15-24 Anos                                   | 25-64 Anos                                   | > 65 Anos                                    |
| 2001                                         | 44                                           | 61                                           | 218                                          | 124                                          |
| 2011                                         | 43                                           | 32                                           | 206                                          | 120                                          |
| 2021                                         | 26                                           | 22                                           | 168                                          | 141                                          |

## Património

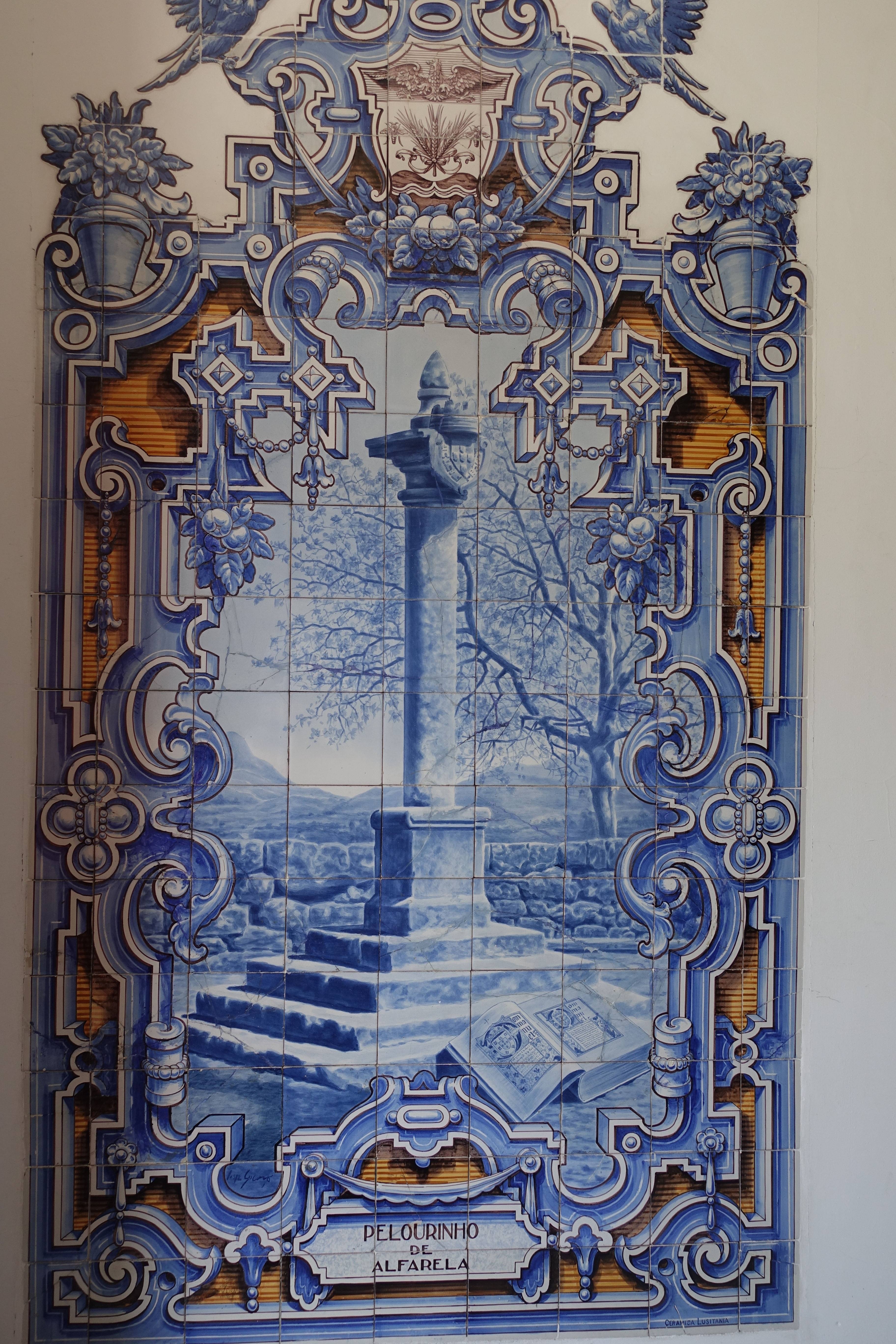
Pelourinho de Alfarela

Esta lista é uma sublista da Lista de património edificado no distrito de Vila Real para a freguesia de Alfarela de Jales, baseada nas listagens do IGESPAR de Março de 2005 e atualizações.
| ID    | Designações                     | Categoria         | Tipologia  | Freguesia         | Grau | Ano  | Coordenadas              | Imagem |
| ----- | ------------------------------- | ----------------- | ---------- | ----------------- | ---- | ---- | ------------------------ | ------ |
| 72381 | Pelourinho de Alfarela de Jales | Arquitetura civil | Pelourinho | Alfarela de Jales | IIP  | 1933 | 41.443953° N 7.571395° O |        |

 Legenda: PM - Património Mundial · MN - Monumento Nacional · IIP - Imóvel de Interesse Público · MIP - Monumento de Interesse Público · CIP - Conjunto de Interesse Público · SIP - Sítio de Interesse Público · IIM - Imóvel de Interesse Municipal · MIM - Monumento de Interesse Municipal · CIM - Conjunto de Interesse Municipal · SIM - Sítio de Interesse Municipal · VC - Em vias de classificação · SPL - Sem proteção legal

### Património Arquitetónico
Esta é uma lista do Inventário do Património Arquitetónico baseado nas listagens do SIPA (setembro de 2011)
| ID       | Designações                                                             | Categoria | Tipologia | Freguesia         | Grau | Ano | Coordenadas | Imagem |
| -------- | ----------------------------------------------------------------------- | --------- | --------- | ----------------- | ---- | --- | ----------- | ------ |
| 97003657 | Ponte dos Pisões                                                        | Monumento | n/a       | Alfarela de Jales | n/c  |     |             |        |
| 97005740 | Cruzeiro do Senhor dos Milagres                                         | Monumento | n/a       | Alfarela de Jales | n/c  |     |             |        |
| 97006016 | Castelo dos Mouros                                                      | Sítio     | n/a       | Alfarela de Jales | n/c  |     |             |        |
| 97006828 | Capela de Santa Cruz em Campo de Jales                                  | Monumento | n/a       | Alfarela de Jales | n/c  |     |             |        |
| 97006833 | Cruzeiro do Senhor das Covas em Alfarela de Jales                       | Monumento | n/a       | Alfarela de Jales | n/c  |     |             |        |
| 97006951 | Capela da Senhora da Consolação                                         | Monumento | n/a       | Alfarela de Jales | n/c  |     |             |        |
| 97006956 | Capela de Santo António em Campo de Jales                               | Monumento | n/a       | Alfarela de Jales | n/c  |     |             |        |
| 97022730 | Igreja Paroquial de Alfarela de Jales / Igreja do Divino Espírito Santo | Monumento | n/a       | Alfarela de Jales | n/c  |     |             |        |
| 97022732 | Cruzeiros em Alfarela de Jales                                          | Monumento | n/a       | Alfarela de Jales | n/c  |     |             |        |

 Legenda: PM - Património Mundial · MN - Monumento Nacional · IIP - Imóvel de Interesse Público · MIP - Monumento de Interesse Público · CIP - Conjunto de Interesse Público · SIP - Sítio de Interesse Público · IIM - Imóvel de Interesse Municipal · MIM - Monumento de Interesse Municipal · CIM - Conjunto de Interesse Municipal · SIM - Sítio de Interesse Municipal · VC - Em vias de classificação · SPL - Sem proteção legal